# 鄧宏業
鄧宏業（Tang Wang Yip，1984年6月5日—），香港單車運動員，曾是香港單車代表隊成員及職業單車隊成員。2007年獲環南中國海國際單車大賽總冠軍。2009年獲香港東亞運動會單車比賽男子個人公路賽金牌及男子團體計時賽銅牌。2010年獲香港單車錦標賽公路賽冠軍。